# اندیس مرمریت ۳۵۴۰
مرمریت ۳۵۴۰ یک اندیس مصالح ساختمانی است که در حوالی شهر کلستان استان فارس قرار دارد و مادهٔ معدنی موجود در آن، مرمریت است.سنگ میزبان این اندیس سنگ آهک های آسماری است و دیرینگی آن به دوران الیگوسن می‌رسد. 